# Simone Pika
Simone Susanne Pika (geb. 1972 als Simone Susanne Klein) ist eine deutsche Verhaltensbiologin und Hochschullehrerin an der Universität Osnabrück. Sie untersucht die Evolution und Entwicklung von Sprache, Kognition und Plastizität mit Schwerpunkt auf verschiedenen Modellsystemen wie Affen, Menschenaffen, Rabenvögeln und Delphinen. Seit 2017 leitet sie das Ozouga-Schimpansenprojekt im Loango-Nationalpark in Gabun.

## Werdegang
Pika absolvierte 1992 ihr Abitur am Gymnasium Essen-Überruhr in Essen und machte danach ein verhaltensbiologisches Praktikum bei Wolfgang Wickler und Uta Seibt am Max-Planck-Institut für Verhaltensphysiologie in Seewiesen. Sie studierte Biologie an der Technischen Universität Darmstadt und der Universität Münster und absolvierte ihre Diplomarbeit bei Anton A. Anzenberger und Bob Martin von der Universität Irchel, Schweiz und Norbert Sachser, von der Universität Münster. 2000 begann Pika ihre Doktorarbeit bei Michael Tomasello am Max-Planck-Institut für evolutionäre Anthropologie (MPI EVA) und wurde 2003 am Institut für Neuro- und Verhaltensbiologie der Universität Münster promoviert. Danach folgten Stationen als Postdoktorandin an der Universität Alberta in Kanada, der Universität St. Andrews in Schottland, und drei Jahre als Dozentin an der Universität Manchester in England. 2010 wurde Pika mit dem Sofja-Kovalevskaja-Preis der Alexander von Humboldt-Stiftung ausgezeichnet und gründete eine unabhängige Nachwuchsgruppe am Max-Planck-Institut für Ornithologie in Seewiesen. Nach Forschungsaufenthalten am Max-Planck-Institut für Menschheitsgeschichte und dem MPI EVA nahm sie 2017 einen Ruf auf die Professur für Vergleichende Kognitionsbiologie an der Universität Osnabrück an.

## Freilandforschung
2006 reiste Pika erstmalig nach Uganda und untersuchte im Ngogo-Schimpansenprojekt im Kibale-Nationalpark die gestische Kommunikation von Schimpansen (Pan troglodytes schweinfurthii). Seitdem kehrt sie regelmäßig zurück und hat auch freilebende Schimpansen im Kanyawara-Schimpansenprojekt sowie im Taï-Schimpansenprojekt, Nationalpark Taï, Elfenbeinküste, und Bonobos (Pan paniscus) des LuiKotale-Bonobo-Projektes im Nationalpark Salonga, Demokratische Republik Kongo, beobachtet. Seit 2017 ist Pika Co-Direktorin des Schimpansenprojektes im Nationalpark Loango in Gabun und widmet sich der Erforschung des Verhaltens und der kognitiven Plastizität von Schimpansen (Pan troglodytes troglodytes).

## Forschungsschwerpunkte
Pika untersucht die Evolution und Entwicklung von Kommunikation, Kognition und Verhaltensplastizität in spezifischen Modellgruppen, die sich durch komplexe soziale Beziehungen auszeichnen. Sie verwendet eine Kombination von Methoden der Verhaltensbiologie, der Vergleichenden Psychologie, der Kognitionswissenschaften und auch der Künstlichen Intelligenz. Pika hat u. a. zum Lernen, Formen und zu referentieller Verwendung von Gesten, dem Einfluss von Erfahrung und sozialen Matrizes auf kommunikativen Output, art-spezifische Kommunikationsstyle, Verwendung von Konversationsregeln in kommunikativen Interaktionen, Werkzeuggebrauch und Verhaltensplastizität, Entwicklung und Komplexität von Kognition, interspezifischer und Aggression, und medizinischem Verhalten geforscht.

## Auszeichnungen
2010 erhielt Pika den Sofja-Kovalevskaja-Preis der Alexander-von-Humboldt-Stiftung, und 2017, im Rahmen des EU-Förderprogrammes Horizon 2020, einen EU-Consolidator-Grant.

## Publikationen (Auswahl)
1. Mascaro, A., Southern, L. M., Deschner, T., Pika, S. (2022). Application of insects to wounds of self and others by chimpanzees in the wild. Current Biology, 32, R97-R115.
2. Pika, S., Sima, M. J., Blum, C. R., Herrmann, E., Mundry, R. (2020). Ravens parallel great apes in physical and social cognitive skills. Scientific Reports, 10(20617), 19, doi:10.1038/s41598-020-77060-8.
3. Boesch, C., Kalan, A. K., Mundry, R., Arandjelovic, M., Pika, S., Dieguez, P., Ayimisin, E. A., Barciela, A., Coupland, C. et al. (2020). Chimpanzee ethnography reveals unexpected cultural diversity. Nature Human Behaviour, 4, S. 910-916, doi:10.1038/s41562-020-0890-1.
4. Pika, S., & Deschner, T. (2019). A new window onto animal culture: The case of chimpanzee gesturing. Gesture, 18(2-3), 237-258, doi:10.48693/145.
5. Pika, S., Klein, H., Bunel, S., Baas, P., Theleste, E., Deschner, T. (2019). Wild chimpanzees (Pan troglodytes troglodytes) exploit tortoises (Kinixys erosa) via percussive technology. Sci Rep, 9(1), 7661, doi:10.1038/s41598-019-43301-8.
6. Pika, S., & Fröhlich, M. (2019). Gestural acquisition in great apes: The social negotiation hypothesis. Animal Cognition, 22(4), 551-565, doi:10.1007/s10071-017-1159-6.
7. Pika, S., Wilkinson, R., Kendrick, K. H.,  Vernes, S. C. (2018). Taking turns: Bridging the gap between human and animal communication. Proceedings of the Royal Society B Biological Sciences, 285(20180598), 9. doi:10.1098/rspb.2018.0598,
8. Prieur, J., Barbu, S., Blois-Heulin, C., Pika, S. (2017). Captive gorillas’ manual laterality: The impact of gestures, manipulators and interaction specificity. Brain and Language, 175, S. 130-145, doi:10.1016/j.bandl.2017.10.001.
9. Fröhlich, M., Kuchenbuch, P., Müller, G., Fruth, B., Furuichi, T., Wittig, R. M., Pika, S. (2016). Unpeeling the layers of language: Bonobos and chimpanzees engage in cooperative turn-taking sequences. Scientific Reports, 6, 25887, doi:10.1038/srep25887.

1. Pika, S., & Mitani, J. C. (2006). Referential gestural communication in wild chimpanzees (Pan troglodytes). Current Biology, 16(6), R191-R192.